# فوکر اف.۱۲
فوکر اف.۱۲ (به انگلیسی: Fokker F.XII) یک هواپیمای ساختِ فوکر است . این هواپیما در ۱۹۳۰ میلادی نخستین پرواز خود را انجام داد.